# Порано
Порано (італ. Porano) — муніципалітет в Італії, у регіоні Умбрія,  провінція Терні.
Порано розташоване на відстані близько 95 км на північ від Рима, 55 км на південний захід від Перуджі, 50 км на захід від Терні.
Населення — 2002 особи (2014).
Щорічний фестиваль відбувається 3 лютого. Покровитель — святий Власій.

## Демографія
Населення за роками:

Станом на 1 січня 2023 року в муніципалітеті офіційно проживало 108 іноземців з 24 країн, серед них 50 громадян країн Євросоюзу та 9 громадян України.

## Сусідні муніципалітети
- Лубріано
- Орв'єто